# Risto Saarinen
Risto Juhani Saarinen (* 7. Juni 1959 in Helsinki) ist seit 2001 Professor für ökumenische Theologie an der Universität Helsinki und auch in der kirchlichen ökumenischen Bewegung aktiv.

## Leben
Saarinen studierte Theologie an der Universität Helsinki, an der er im Anschluss von 1983 bis 1994 als wissenschaftlicher Assistent arbeitete. Er erhielt die akademischen Grade des Dr. theol. (1988) und des Dr. phil. (1994). Seit Juni 1989 lehrt Saarinen dort ökumenische Theologie und habilitierte sich für dieses Fach im Juli 2001.
1994 bis 1999 forschte Saarinen am Institut für Ökumenische Forschung in Straßburg (und war 2003 bis 2007 als Gastprofessor dort).
Seit 2001 ist Risto Saarinen ordentlicher Professor für ökumenische Theologie in Helsinki und war 2004–2006 Prodekan der theologischen Fakultät sowie 2008/2009 im Wissenschaftsrat der Universität. 2007/2008 war Saarinen Fellow des Helsinki Collegium for Advanced Studies. Außerdem hat Saarinen an wichtigen Stellen des Netzwerks Early Modern Thought der European Science Foundation und des Projekts Churches and European Integration mitgewirkt.
Er ist Mitherausgeber verschiedener wissenschaftlicher Zeitschriften und Beiratsmitglied (Zeitschriften: Pro ecclesia, USA; Berliner Zeitschrift für Theologie, Deutschland; Neue Zeitschrift für systematische Theologie und Religionsphilosophie, Institutionen: Europäische Melanchthon-Akademie Bretten, Institut für Europäische Geschichte, Forschungszentrum Internationale und Interdisziplinäre Theologie). Saarinen gehört auch folgenden Gesellschaften an: Wissenschaftliche Gesellschaft für Theologie, Suomalainen Tiedekatemia (finnische Akademie der Wissenschaften), Société Internationale pour l’Étude de la Philosophie Medievale, Luther-Gesellschaft. 2015 wurde er in die Academia Europaea gewählt.
1985 wurde Saarinen zum Pastor der finnischen evangelisch-lutherischen Kirche ordiniert; außerdem hat er verschiedene Positionen in kirchlichen Organisationen inne, so im Lutherischen Weltbund.

## Werk
Saarinen schreibt neben finnischsprachigen Werken auch auf Deutsch und Englisch. Neben wissenschaftlichen Publikationen, die sich häufig mit Person und Werk Luthers beschäftigen, stehen solche der aktuellen innerkirchlichen und ökumenischen Diskussion. Saarinen hat Artikel zu grundlegenden Themen u. a. für die Theologische Realenzyklopädie, Religion in Geschichte und Gegenwart, Historisches Wörterbuch der Philosophie und das Cambridge Dictionary of Christianity geschrieben. Eine Liste seiner Veröffentlichungen findet sich auf seiner Website.
- Einige Themen der spätmittelalterlichen Ethik bei Luther. In: Kerygma und Dogma 30 (1984), S. 284–297.
- Gottes Wirken auf uns. Die transzendentale Deutung des Gegenwart-Christi-Motivs in der Lutherforschung. Franz Steiner, Stuttgart 1989.
- Weakness of the Will in Medieval Thought. From Augustine to Buridan. Brill, Leiden 1994.
- Faith and Holiness. Lutheran–Orthodox Dialogue 1959–1994. Vandenhoeck & Ruprecht, Göttingen 1997.
- God and the Gift. An Ecumenical Theology of Giving. The Liturgical Press, Collegeville 2005.
- (hrsg. zusammen mit Jill Kraye:) Moral Philosophy on the Threshold of Modernity. Springer, Dordrecht 2005.
- (hrsg. zusammen mit Hugh McLeod und Aila Lauha:) North European Churches from the Cold War to Globalisation. Finnish Church Research Institute, Tampere 2008.
- Weakness of Will in Renaissance and Reformation Thought. Oxford University Press, Oxford 2011. (Vorschau bei Google Bücher)